# Мораски, Майк
Майк Мораски — американский композитор, аниматор, художник по визуальным эффектам, режиссер и программист. Наиболее известен своей работой в Valve. Майк составил музыкальное сопровождение для Portal 2, Team Fortress 2, серии Counter-Strike, а так же серии Left 4 Dead и Half-Life: Alyx. Он также известен своими визуальными эффектами в фильмах Властелин колец и Матрица. Основатель андеграундных арт-групп Steel Pole Bath Tub, Milk Cult и DUH.

## Биография
Майк Мораски, работая совместно с Valve, сочинил музыку для Team Fortress 2, Left 4 Dead, Left 4 Dead 2, Counter-Strike: Global Offensive, Counter-Strike 2, Portal 2, Half-Life: Alyx.
Майк работал в качестве старшего художника по визуальным эффектам и технического директора над трилогиями Властелин колец и Матрица.
Мораски был частью ныне несуществующей хардкор-панк-рок-группы Steel Pole Bath Tub, которую он основал в 1986 году вместе с Дейлом Флаттумом. Группа распалась в 2002 году.

На официальном сайте Valve его функция описывается следующим образом:
«Жизнь и карьера Мораски очень похожа на один из постмодернистских аудио-коллажей, которые он так любит создавать. Подросток-гитарист в барной группе в Монтане; удостоенный наград композитор-экспериментатор в Токио; программист аудиотехники в Кремниевой долине; андеграундный арт-рокер, гастролирующий по миру; 3D-аниматор и режиссер для телевидения; художник по электронному аудио-коллажу во Франции и Японии; художник по визуальным эффектам в трилогиях „Властелин колец“ и „Матрица“; преподаватель ИИ-анимации в художественном колледже. Прямо сейчас Майк занимается всем вышеперечисленным в Valve.»

## Фильмография

### Видеоэффекты
- Властелин колец: Братство Кольца (2001) (ведущий технический директор)
- Властелин колец: Две крепости (2002) (старший массивный технический директор)
- Матрица: Перезагрузка (2003) (ведущий технический директор)
- Матрица: Революция (2003) (технический директор)
- Властелин колец: Возвращение короля (2003) (старший массивный технический директор)
- Женщина-кошка (2004) (CG супервайзер)
- Drawing Restraint 9 (2005) (ведущий технический директор)
- Пираты Карибского моря: Сундук мертвеца (2006) (цифровой художник)

## Дискография

### Фильмы
- Допамин (2003), (гитара)
- Одна Зимняя История (2006)
- Я каждый день умираю (2007)
- Жизнь в полете (2008)
- Айити Мон Амур (2016)

### Компьютерные игры
| Год  | Название                         | Примечание              | Ист. |
| ---- | -------------------------------- | ----------------------- | ---- |
| 2007 | Team Fortress 2                  |                         |      |
| 2007 | Portal                           | Совместно с Келли Бейли |      |
| 2008 | Left 4 Dead                      |                         |      |
| 2009 | Left 4 Dead 2                    |                         |      |
| 2010 | Alien Swarm                      |                         |      |
| 2011 | Portal 2                         |                         |      |
| 2012 | Counter Strike: Global Offensive |                         |      |
| 2020 | Half-Life: Alyx                  |                         |      |
| 2022 | Aperture Desk Job                |                         |      |
| 2023 | Counter-Strike 2                 |                         |      |